# Würstchen (Kochwurst)

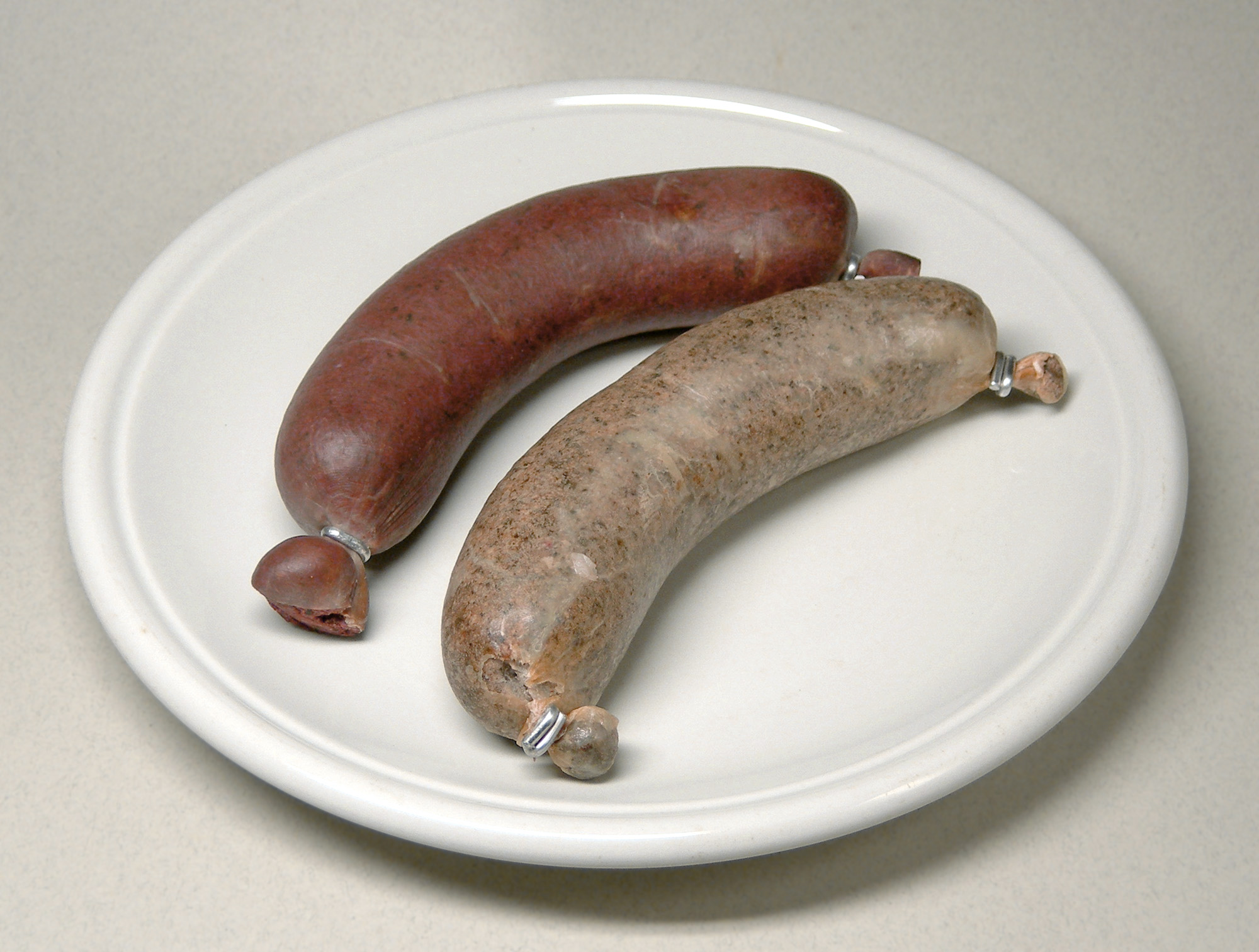
Blut- und Leberwürstchen mit Grütze

Als Würstchen bzw. Kochwürstchen bezeichnet man umgangssprachlich eine Warengruppe portionierter bzw. leichter Kochwurstsorten.

## Deutschland
In Deutschland werden bei der Herstellung von Wurstsorten meist Standardrezepte verwendet. Beispiele dafür sind:
- Blutwürstchen
- Leberwürstchen